# Eighties
«Eighties» (с англ. — «Восьмидесятые») — сингл британской рок-группы Killing Joke из их пятого студийного альбома Night Time. Композиция была спродюсирована Крисом Кимси и выпущена в апреле 1984 года на лейбле E.G. Records, добравшись до 60-го места в британском чарте UK Singles Chart. В качестве би-сайдов сингла были выпущены ремиксы «Eighties (Serious Dance Mix)» и «Eighties (The Coming Mix)», а также песня «Let’s All Go (to the Fire Dances)». Короткий фрагмент «Eighties» звучит в качестве основной музыкальной темы ситкома «That '80s Show», также песня фигурирует в саундтреке фильма «Ох уж эта наука!» и в документальном сериале телеканала Discovery Channel «The 1980s: The Deadliest Decade».

## Клип
Музыкальное видео было снято режиссёром Энтони Ван Ден Энде. В нём показаны музыканты исполняющие песню, в то время как фронтмен группы, Джез Коулман, стоит перед микрофоном на трибуне, обёрнутой в американский флаг. Позади него висит флаг Советского Союза. Выступление группы чередуется архивными кадрами политиков того времени: Маргарет Тэтчер, Рональда Рейгана, Леонида Брежнева (со специально искажённой картинкой), Анвара Садата, папы Иоанна Павла II, Рухоллы Хомейни, Константина Черненко и Джона Делориана. Помимо этого, в клипе показаны кадры запуска Спейс шаттла , сожжения книг, конкурса женского бодибилдинга, панков на концерте в Hammersmith Apollo, альбомов группы «Битлз», сжигаемых после комментария Леннона «Мы более популярны, чем Иисус», и собачей свадьбы.

## Конфликт с группой Nirvana
В песне американской гранж-группы Nirvana «Come as You Are» был использован рифф, сильно похожий на основной гитарный пассаж «Eighties». В связи с этим, Nirvana и их управляющая компания, Gold Mountain, сомневались в целесообразности выпуска этой песни в качестве второго сингла с их альбома Nevermind (1991). Дэнни Голдберг, глава Gold Mountain, позже вспоминал: «Мы всё не могли выбрать между „Come as You Are“ и „In Bloom“. Курт [Кобейн] нервничал из-за того, что „Come as You Are“, была слишком сильно похожа на песню Killing Joke, но мы всё равно продолжали считать, что она была лучшим вариантом. В итоге, он оказался прав, впоследствии Killing Joke действительно пожаловалась на неё». Биограф Nirvana Эверетт Тру отмечал, что в конечном счёте выбор пал на «Come as You Are», так как «Голдберг предпочёл песню с более очевидным коммерческим потенциалом».
После того, как Nirvana выпустила сингл в 1992 году, участники Killing Joke заявили, что основной гитарный рифф «Come as You Are» был плагиатом их риффа из «Eighties», но, по данным журнала Rolling Stone, они не стали подавать в суд за нарушение авторских прав по «личным и финансовым причинам». Однако, другие музыкальные СМИ, такие как Kerrang!, придерживались иной точки зрения.
После самоубийства Кобейна, в 1994 году, конфликт Nirvana с Killing Joke был исчерпан автоматически. Если бы Killing Joke решили подать иск на оставшихся музыкантов или менеджмент группы, как утверждал Kerrang!, — он был бы отклонён автоматически, либо аннулирован. Однако журнал так и не назвал конкретный суд, который якобы принял дело к рассмотрению, и многие высказывали сомнения, что Killing Joke действительно когда-либо выдвигали иск против Nirvana.

Однако, интервью с гитаристом группы Джорди Уокером, взятое в том же году, подтвердило существование данного иска, тем самым доказав, что сведения Kerrang! были правдивыми. В нём Уокер заявил: 
Мы были очень злы из-за этой ситуации, но плагиат был очевиден для всех. Мы имели два независимых отчета музыковедов, в которых отмечалось наличие плагиата. Наш лейбл послал их лейблу письмо по этому поводу, однако они заявили: «Чтооо?! Мы никогда о вас не слышали!». Но, абсурдность ситуации в том — хотя Nirvana говорили, что не знают о нашем существовании, они прислали нам поздравительную открытку на прошлое Рождество!
Девять лет спустя, в 2003 году, барабанщик Nirvana Дэйв Грол взял перерыв в своей основной группе, Foo Fighters, чтобы присоединиться к Killing Joke в качестве ударника, для записи их второго одноимённого альбома. Этот шаг удивил некоторых поклонников Nirvana, учитывая прежний конфликт группы с Killing Joke. Тем не менее, Foo Fighters, ещё до этих событий, записали кавер-версию песни Killing Joke, «Requiem», в качестве би-сайда для своего сингла «Everlong» 1997 года.

Обозреватель музыкального портала AllMusic Билл Яновиц впоследствии сравнил звучание «Eighties» с треком «Come as You Are»: 
В то время как «Eighties» незыблемо демонстрирует агрессивные корни панк-рока — холодные и жёсткие для отражения социально-политического посыла композиции — она также включает в себя танцевальные ритмы и определённый мелодизм. Одно из главных, возможно, решающих различий между группами заключается в том, что в то время как Курт Кобейн практиковал вокальную динамику от шепота до крика, фронтмен Killing Joke, Джез Коулман, практически не отступает от собственной [манеры исполнения], ужасающего рычащего голоса, который схож с вокалом Лемми из Motörhead.
Между тем, Джек Рэбид из журнала The Big Takeover отмечал, что композиция «Life Goes On», написанная Кэптеном Сенсиблом из The Damned для их альбома Strawberries 1982 года, «имеет тот же самый, чрезвычайно уникальный рифф, что и „Eighties“ и „Come as You Are“». Однако, и Коулман и Фергюсон утверждали, что ничего об этом не знают.

## Список композиций
| Сторона «А» 1. «Eighties» — 03:35 Сторона «Б» 1. «Eighties (The Coming Mix)» — 03:33 | Сторона «А» 1. «Eighties (Serious Dance Mix)» — 06:02 Сторона «Б» 1. «Eighties» — 03:35 2. «Eighties (The Coming Mix)» — 03:33 |

## Чарты
| Чарт(1984)                      | Высшая позиция |
| ------------------------------- | -------------- |
| Великобритания (OCC UK Singles) | 60             |